# 蔣陶然
蔣陶然（1926年7月27日—2010年11月15日），聖名保祿，保定清苑縣人，是中國天主教正定教區辅理主教，為教廷和北京政府所承認。
1946年進北京文聲學院修讀神哲學，1953年晉鐸後在北京和易縣傳教。1958年因政局動盪而中斷，到醫院工作。文革期間被判勞改。1978年回醫院工作。1982年到石家莊傳教。1989年在未得批准下獲祝聖為「爱国会」主教。2008年教宗本篤十六世向他頒賜赦免和共融，但沒有賦予教區的管轄權，並要求他服從地下的賈治國主教。
2010年11月15日因心肌梗塞逝世。